# Annika Herlitz
Annika Herlitz, född den 22 september 1984 i Täby, är en svensk sångerska, musikalartist och röstskådespelerska, som bland annat gjort röstrollen som snödrottningen Elsa i de svenskspråkiga versionerna av Disneys filmer Frost (engelska: Frozen) och Frost 2 som släpptes i Sverige den 31 januari 2014 respektive 25 december 2019. Den 15 juli 2014 uppträdde Herlitz på Allsång på Skansen och sjöng den Oscars-belönade "Slå dig fri" (eng: "Let It Go") från Frost.
Annika Herlitz deltog i Melodifestivalen 2015 med bidraget "Ett andetag" i den fjärde deltävlingen i Örebro den 28 februari 2015.
Hon är syster till tonsättaren Mette Herlitz.

## Teater

### Roller
| År   | Roll                        | Produktion                                                                                               | Regi             | Teater              |
| ---- | --------------------------- | --- | ---------------- | ------------------- |
| 2009 | Sharpay                     | High School Musical David Simpatico                                                                      | Eva Rydberg      | Göta Lejon          |
| 2009 | Maria Elena                 | Buddy Holly - The Musical Alan Janes och Rob Bettinson                                                   | Pontus Ströbaek  | Göta Lejon          |
| 2010 | Flisan (Frenchy)            | Grease - den svenska versionen (Grease) Jim Jacobs och Warren Casey                                      | Hans Marklund    | Göta Lejon          |
| 2011 | Ensemble                    | Romeo & Julia Úlfur Eldjárn                                                                              | Morgan Alling    | Göta Lejon          |
| 2011 | Kate/Chutney                | Legally Blonde Nell Benjamin, Laurence O'Keefe                                                           | Anders Albien    | Nöjesteatern        |
| 2012 | Ensemble                    | Jesus Christ Superstar Andrew Lloyd-Webber och Tim Rice                                                  | Ronny Danielsson | Göta Lejon          |
| 2013 | Marion                      | Priscilla, Queen of the Desert Stephan Elliott och Allan Scott                                           | Simon Philips    | Göta Lejon          |
| 2014 | Ensemble                    | Evita Andrew Lloyd-Webber och Tim Rice                                                                   | Ronny Danielsson | Göta Lejon          |
| 2015 | Lorraine                    | Jersey Boys Bob Gaudio, Bob Crewe, Marshall Brickman och Rick Elice                                      | Anders Albien    | Chinateatern        |
| 2019 | Frustrerad fiskare Ensemble | Big Fish John August och Andrew Lippa                                                                    | Ronny Danielsson | Uppsala Stadsteater |
| 2019 | Syster Maria Cheri-Bill     | En värsting till syster (Sister Act) Alan Menken, Glenn Slater, Cheri Steinkellner och Bill Steinkellner | Anders Albien    | Chinateatern        |
| 2024 |                             | Godspell John-Michael Tebelak och Stephen Schwartz                                                       | Robin Karlsson   | Engelbrektskyrkan   |

## Filmografi
- Delfi i Disneys Viva High School Musical - 2008
- Elsa (tal och sång) i Disneys Frost - 2013
- Hönan Hanna samt mucklor i Pettson och Findus - Roligheter - 2014
- Harriet i Tv-serien  Andys dinosaurieäventyr - 2014
- Mamma Anne i Nicky, Ricky, Dicky& Dawn - 2014
- Hilde Dystergök i Disney TV-serien 7D - 2014
- Elsa (tal och sång) i Disneys Frostfeber - 2015
- Elsa i Disneys Frost: Norrskenets Magi - 2016
- Dawn Biscuits i Disney TV-serien Kirby Buckets - 2016
- Safina i Rädda Tomten - 2016
- Susanna Månsson i Bibi & Tina - 2016
- Susanna Månsson och bakgrundssångare i Bibi & Tina 2: Helt förhäxad - 2016
- Rävhonan i Doften av morot - 2016
- Medverkande i sångensemble i Skönheten och odjuret - 2017
- Tawny och Carol m.fl. i Scooby Doo i vilda västern - 2017
- Koko i The Lego Ninjago Movie - 2017
- Annie i Den stora nötkuppen & Den stora nötkuppen 2 - 2017
- Mamma Bianca/Blanche i TV-serien Snö +7 - 2017 SVT dubbning/Netflix dubbning
- Elsa (tal och sång) i Disneys Olofs frostiga äventyr - 2017
- Marimonda i Disneys TV-serie Elena från Avalor - 2018
- Johanna i TV-serien Lexi & Lottie-Tvillingdetektiverna - 2018
- Mary Poppins (tal och sång) i Disneys Mary Poppins kommer tillbaka - 2018
- Elsa i Disneys Röjar-Ralf kraschar internet - 2018
- Mopp och introsångerska i Fix och trix - 2018
- Elsa (tal och sång) i Disneys Frost 2 - 2019
- Fröken Styre, Della Muller och Whoopie i TV-serien Ricky Zoom - 2020
- Tiff i TV-serien Jurassic World: Krita-lägret - 2021
- Rebel Rouge, Prim Rouge och Batten Rouge i Netflix-serien Sonic Prime - 2022

## Diskografi
- 2006 Bara lite mej. (Vera: Annika Herlitz (sång); Mette Herlitz (musik & sång); Emma Sandanam (text & sång)). Oké Herlitz Musik : OHM 01[12]
- 2014 Frost (svenskt original soundtrack). Walt Disney Records
- 2014 Du genomborrar mig. Mette Herlitz Musik - (singel).
- 2015 Disney julens bästa: En perfekt dag. Walt Disney Records : 050087339494[13]
- 2015 Melodifestivalen 2015: Ett andetag. Warner Music, SVT : 5054196-4793-2-9[14]
- 2016 Decembersnö. Tilia Records (singel)
- 2017 Olofs frostiga äventyr (svenskt original soundtrack). Walt Disney Records
- 2017 Jag hör dig (från musikalen "Det syns inte"). Arts & Hearts
- 2018 Mary Poppins kommer tillbaka (svenskt original soundtrack). Walt Disney Records
- 2019 Frost 2 (svenskt original soundtrack). Universal Music : 005008743292[15]
- 2020 En underbar jul. Eget förlag (singel)